# 米丘林大道站 (加里宁-松采沃线)
米丘林大道站（羅馬化：Michurinsky prospekt）是莫斯科地鐵加里宁-松采沃线的一個車站。此站在2018年8月30日啟用。